# Valea Lauterbrunn
Valea Lauterbrunn este situată în Elveția, pe cursul văii se află localitățile Lauterbrunnen, Wengen, Mürren, Gimmelwald, Isenfluh și Stechelberg. De comuna Lauterbrunnen aparțin celelate localități amintite. In vale curge râul  Weisse Lütschine (Lucitoarea albă) (12,3 km) care se unește cu Schwarze Lütschine și se varsă apoi în lacul Brienze.
Pe văile vecine se află localitățile Schilthorn, cu cascadele Staubbachfall, și Trümmelbachfälle, localitatea Jungfraujoch, cu piscurile Lobhörner, Männlichen, pasul Kleine Scheidegg cu masivele Eiger, Mönch și Jungfrau.